# Ernesto De Marzio
Ernesto De Marzio (Serracapriola, 19 agosto 1910 – Roma, 26 agosto 1995) è stato un politico italiano, una delle personalità di spicco della storia del Movimento Sociale Italiano sino alla scissione di Democrazia Nazionale.

## Biografia
Aderì giovanissimo al fascismo, con un'attiva partecipazione culturale, nei Littoriali. Dopo la laurea in scienze politiche all'Università di Perugia, ebbe nel 1933 il primo incarico politico nel Partito Nazionale Fascista. Nel 1941 divenne consigliere nazionale della Camera dei Fasci e delle Corporazioni.
Dopo la guerra fu tra i fondatori del Movimento Sociale Italiano, partito del quale fu vicesegretario e presidente del gruppo alla Camera dei deputati (dal 1969 al 1979). In Puglia, fu eletto deputato per sei legislature nella circoscrizione di Bari e Foggia. Svolse funzioni di notevole interesse nel campo della cultura all'inizio degli anni sessanta con il Centro di Vita Italiana, promosso con i finanziamenti ottenuti dalla Confindustria.
Nel dicembre 1976 uscì dall'MSI-DN, insieme con Alfredo Covelli, Raffaele Delfino, Mario Tedeschi, Enzo Giacchero, Giulio Cesare Graziani e Pietro Cerullo, capeggiando la scissione di Democrazia Nazionale, dopo essere stato per anni sostenitore di una destra democratica. Dopo le elezioni politiche del 1979, chiuso l'esperimento di Democrazia Nazionale, con la confluenza di parte del gruppo dirigente nella Democrazia Cristiana, abbandonò la politica attiva, carriera che aveva incominciato giovanissimo. Non aveva voluto accettare eventuali ruoli pubblici che pure gli erano stati offerti, ma è rimasto presente e attivo fino all'ultimo nella vita politica italiana.
In un suo intervento alla Camera dei deputati, nel maggio del 1975, durante il dibattito per la Legge Reale per l'ordine pubblico, gettò le basi di quello che sarebbe diventato il manifesto della nuova destra democratica, ben prima della nascita di Alleanza Nazionale: «Siamo giunti attraverso un processo lungo e sofferto alle scelte ormai irreversibili del valore prioritario del principio di libertà, del pluralismo politico e sociale; della competizione politica come libero e civile contrasto di tesi. Denunziando l'intolleranza altrui ci rendevamo altresì conto del dovere di essere tolleranti nei confronti delle opinioni da noi non condivise. Il suffragio popolare ci portò in Parlamento. Invocammo tale titolo contro coloro che ci negavano parità di diritti rispetto agli altri membri delle assemblee rappresentative. E ci rendemmo contemporaneamente conto che quel titolo era il solo che legittimasse l'esercizio del potere e che il potere doveva essere esercitato in modo da permettere ad altri di cercare di procurarsi la maggioranza dei consensi e in modo così da garantire il rispetto delle condizioni che permettono l'alternanza dei partiti al governo della Cosa Pubblica».
Nel 1961, insieme con Nicola Francesco Cimmino, fondò l'associazione culturale romana "Centro di vita italiana".